# Орлеан-Браганса, Луиш (1938—2022)
Принц Луиш Орлеан-Браганса (порт. Príncipe Luiz Gastão Maria José Pio Miguel Gabriel Rafael Gonzaga de Orléans e Bragança e Wittelsbach; 6 июня 1938 — 15 июля 2022) — императорский принц Бразилии (1938—1981), по прозвищу "Домом Луисом, Самый Верный" — глава Васорасской линии Бразильской императорской семьи (с 5 июля 1981 года), один из претендентов на несуществующий бразильский императорской престол. Бразильская императорская семья разделена на две соперничающие ветви (Петрополисскую и Васорасскую). Главой Петрополисской ветви является принц Педру Карлуш Орлеан-Браганса (род. 1945). Принцы Луиш и Педру Карлуш — троюродные братья и правнуки последнего бразильского императора Педру II.
Принц Луиш активно претендовал на императорский престол и участвовал в дискуссиях, касающихся императорского прошлого Бразилии.

## Ранняя жизнь
Луиш Гастан Мария Жозе Пиу родился 6 июня 1938 года в Мандельё-ла-Напуль (Франция). Старший сын принца Педру Энрике Орлеан-Браганса (1909—1981), главы Васорасской линии династии Орлеан-Браганса (1921—1981), и его супруги, принцессы Марии Елизаветы Баварской (1914—2011), внучки последнего короля Баварии Людвига III.
Полное имя —  Луиш Гастан Мария Жозе Пиу Мигель Габриэль Рафаэль Гонзага де Орлеан и Браганса и Виттельсбах
Благодаря своему отцу, принц Луиш является членом Васорасской линии династии Орлеан-Браганса, ветви португальской династии Браганса и Орлеанского дома. Через своих родителей, Луиш находится в родстве с главами многих королевских семей по всему миру, в том числе Дуарте Пиу, герцогом Браганса, Генрихом Антуаном, наследным принцем де Линь, эрцгерцогом Леопольдом Францем Австрийским и Жаном Орлеанским. Крёстными родителями Луиша были принцесса Мария ди Грация Бурбон-Сицилийская (1878—1973), его бабка по отцовской линии, и принц Людвиг Баварский (1913—2008), его дядя по материнской линии. С самого рождения Луиш Орлеан-Браганса носит титул дом и именуется Его Императорское и Королевское Высочество, в 1938—1981 годах он являлся императорским принцем Бразилии.
В 1945 году после окончания Второй Мировой войны родители принца Луиша вернулись в Бразилию. Первоначально семья поселилась в городе Петрополис (штат Рио-де-Жанейро), затем в Жакарезинью (штат Парана).
В 1957 году принц Луиш вернулся из Бразилии в Европу, чтобы продолжить своё обучение. В 1967 году он закончил химический факультет в Мюнхенском университете и вернулся в Бразилию. К тому времени его семья уже переехала в город Васорас (штат Рио-де-Жанейро), принц Луиш стал членом Общества по защите традиции, семьи и собственности (католики-традиционалисты), которое выступает против социалистической Земельной реформы и поддерживает консервативных политиков, продвигающих католическую социальную доктрину и принципы Плинио Корреа де Оливейры. Вместе с Дуарте Пиу, герцогом Браганса, Луиш Орлеан-Браганса выступает против легализации однополых брачных союзов.

## Наследование
5 июля 1981 года после смерти своего отца, принца Педру Энрике, принц Луиш Орлеан-Браганса стал номинальным претендентом на бразильский императорский трон от Васорасской линии династии Орлеан-Браганса.
Он и его младшие братья, принцы Бертрат и Антониу, занимаются монархическим прозелитизмом в Бразилии. Они играли главные роли во время Бразильского конституционного референдума 1993 года, который представлял до сих пор единственную реальную возможность восстановления монархии с момента провозглашения республики в 1889 году. На референдуме граждане Бразилии должны были высказаться за форму правления (президентскую или парламентскую) и форму государственной организации (республика или конституционная монархия). На референдуме монархисты потерпели поражение, получив 13,2 % голосов против 66 % голосов республиканцев.
В последнее время Дом Луиш Орлеан-Браганса проживал в районе Консоласан, в городе Сан-Паулу (штат Сан-Паулу, Бразилия).
Не женат, детей не имел.

## Смерть
Скончался 15 июля 2022 года на 85-м году жизни.

## Титулы и награды

### Стили
- 6 июня 1938 — 5 июля 1981 года: Его Императорское и Королевское Высочество Императорский принц Бразилии
- 5 июля 1981 — настоящее время: Его Императорское и Королевское Высочество принц Луиш Орлеан-Браганса

Официально Бразилия не признает дворянские титулы с 1891 года.

### Награды
Как глава дома Орлеан-Браганса, Луиш Гастан занимает следующие посты:
- Великий магистр и Суверен Императорского ордена Христа[англ.]
- Великий магистр и Суверен Императорского ордена Святого Бенедикта Ависского
- Великий магистр и Суверен Императорского ордена Сантьяго
- Великий магистр и Суверен Императорского ордена Южного Креста
- Великий магистр и Суверен Императорского ордена императора Педру I
- Великий магистр и Суверен Императорского Ордена Розы

Принц Луиш Орлеан-Браганса также награжден рядом наград:
- Большой крест Священного Константиновского ордена Святого Георгия (Бурбон-Сицилийский дом)
- Большой крест Ордена Непорочного зачатия Девы Марии Вилла-Викозской (династия Браганса)
- Большой крест Почета и Преданности (Мальтийский орден)